# Drosophila crossoptera
Drosophila crossoptera är en tvåvingeart som beskrevs av Wheeler och Hajimu Takada 1962. Drosophila crossoptera ingår i släktet Drosophila och familjen daggflugor.
Artens utbredningsområde är Panama och Colombia.